# Antonio Sabadell Querol
Antonio Sabadell Querol (Barcellona, 15 ottobre 1916 – ...) è stato un calciatore spagnolo, di ruolo centrocampista.

## Carriera

### Club
Prima della guerra civile spagnola giocò nell'Unió Atlètica d'Horta. Nella stagione 1939-1940 giocò in Aragona, nel CD Español del Arrabal. Nel 1940 giocò con il Zaragoza Football Club. Esordì nella Liga spagnola con il Saragozza il 22 dicembre 1940, contro l'Atletico Bilbao. Il Saragozza concluse la stagione con la retrocessione in Segunda División. Tornò in massima serie dopo un solo anno. Nella stagione 1942-1943 Sabadell giocò 16 partite in campionato con la squadra aragonese, allenata da Jacinto Quincoces.